# كلرفل (فلم)
كلرفل (باليابانية: カラフル، بالروماجي: karafuru)
هو فيلم أنمي ياباني من إخراج كيتشي هارا. مقتبس من رواية يابانية من تأليف إيتو موري، الفيلم من إنتاج استوديو سنرايز و Ascension. عرض الفيلم في 21 أغسطس عام 2010.

## القصة
تدور أحداث القصة عن روح منحت فرصة أخرى للحياة، حيث دخلت في جسم فتي اقدم على الانتحار اسمه ماكوتو كوباياشي عمره 14 عامًا، الروح يجب عليها معرفة الخطيئة التي ارتكبها في الحياة السابق خلال ستة أشهر، وإلا ستموت فعلًا.

## الأداء الصوتي
| الشخصية               | الأداء الصوتي    |
| --------------------- | ---------------- |
| ماكوتو كوباياشي       | كازاتو توميزاوا  |
| ساوتومي               | جينغي إيري       |
| هيروكا كوابارا        | أكينا مينامي     |
| شوكو سانو             | أوي ميازاكي      |
| شقيق ماكوتو (ميتسورو) | أكيوشي ناكاو     |
| والدة ماكوتو          | كوميكو آسو       |
| والد ماكوتو           | كاتسومي تاكاهاشي |
| بورابورا              | ميتشايل كوراكامي |
| سيد ساوادا            | كيجي فوجيوارا    |
| ماو                   | ماناتسو هاياشي   |
| الدكتور               | هيديوكي تاناكا   |

## الاستقبال
حصل الفيلم على جائزة الرسوم المتحركة الممتازة للعام الرابع والثلاثين جائزة أكاديمية اليابان. كما فاز بجائزة فيلم الرسوم المتحركة في الدورة 65 جائزة مهرجان ماينيتشي السينمائي. دوليًا حصل على جائزة الجمهور وجائزة التميز في عام 2011 مهرجان أنسي الدولي لأفلام الرسوم المتحركة.

## وصلات خارجية
- الموقع الرسمي (باليابانية)
- كلرفل على موقع توهو
- مقالات تستعمل روابط فنية بلا صلة مع ويكي بيانات